# Mathias Seger
Mathias Seger (Flawil, 17 dicembre 1977) è un hockeista su ghiaccio svizzero professionista che gioca nel ruolo di difensore per gli ZSC Lions, squadra di cui è il capitano.

## Carriera

### Club
Mathias Seger iniziò la propria carriera tra le file dell'EHC Uzwil, squadra di Prima Lega, prima di fare il suo debutto tra i professionisti nella stagione 1996-97 con il SC Rapperswil-Jona, squadra di Lega Nazionale A con la quale giocò fino alla stagione 1998-99.
Dal 1999 gioca per gli ZSC Lions, di cui è ormai diventato uno dei punti di riferimento, nonché il capitano. Con i Lions vinse il campionato svizzero nel 2000, 2001, 2008 e 2009, così come due IIHF Continental Cup nel 2000 e 2002. Seger vinse inoltre una Champions Hockey League, sempre con i Lions, nel 2009. Nello stesso anno vinse la Victoria Cup, mentre nella stagione 2011-12 vinse nuovamente il titolo svizzero.

### Nazionale
Mathias Seger è da tempo uno dei pilastri della Nazionale Svizzera, con la quale ha preso parte ai Campionati Mondiali del 1998, 1999, 2000, 2001, 2002, 2003, 2004, 2005, 2006, 2008, 2009, 2010, 2011 e 2012. In occasione del mondiale del 2013 conquistò la medaglia d'argento, la prima in carriera. Con la partecipazione alla rassegna iridata del 2013, la quindicesima personale, Seger eguagliò il record assoluto di partecipazioni fino ad allora detenuto dal finlandese Petteri Nummelin.
Partecipò anche alle Olimpiadi del 2002, 2006 e 2010.
Con le nazionali giovanili ha invece partecipato ai Campionati Europei U18, e ai Campionati Mondiali U20 nel 1996 e 1997.

## Palmarès

### Club
- Campionato svizzero: 5

 ZSC Lions: 1999-00, 2000-01, 2007-08, 2011-12, 2013-14
- IIHF Continental Cup: 2

 ZSC Lions: 2000-01, 2001-02
- Champions Hockey League: 1

 ZSC Lions: 2008-09
- Victoria Cup: 1

 ZSC Lions: 2009

### Individuale
- Miglior difensore svizzero della Lega Nazionale A: 1

1998-1999